# 끝없음에 관하여
끝없음에 관하여(Om det oandliga, About Endlessness)는 노르웨이에서 제작된 로이 앤더슨 감독의 2019년 드라마 영화이다.

## 출연
- Conny Block
- Jessica Louthander
- 마르틴 세르너 (Martin Serner)
- 얀-에예 페를링 (Jan-Eje Ferling)
- 토레 프뤼겔 (Thore Flygel)
- 아니아 노바 (Ania Nova)
- 타티아나 델레우나이 (Tatiana Delaunay)

## 제작진
- 시각효과: 마틴 지에벨